# Devil May Cry (Computerspiel)
Devil May Cry ist ein 2001 für PlayStation 2 erschienenes Actionspiel von Capcom und der erste Teil der Devil-May-Cry-Reihe. Weltweit verkaufte sich das Spiel über 4 Millionen Mal.

## Handlung
Der Halbdämon Dante wird in seinem Büro von einer mysteriösen Frau namens Trish angegriffen. Er beeindruckt sie, indem er ihren Angriff mit Leichtigkeit abwehrt und erklärt, dass er seit Jahren Dämonen jage. Er möchte diejenigen verfolgen, die seine Mutter und seinen Bruder getötet haben. Trish erklärt, dass ihr Angriff ein Test war und dass der Dämonenkaiser Mundus, den Dante für den Tod seiner Familie verantwortlich macht, plant, nach Jahrhunderten der Gefangenschaft in die Menschenwelt überzugehen. Später gibt Trish sich jedoch als Verbündete des Dämonen Mundus zu erkennen. Dieser ist im Begriff, das Tor zur Unterwelt zu öffnen. Somit findet sich Dante in einem Wettlauf gegen die Zeit wieder. Er bekämpft die Diener Mundus und besiegt ihn schließlich selbst.

## Spielprinzip
In den Spielabschnitten kämpft der Spieler gegen zahlreiche Feinde, sammelt wichtige Gegenstände ein und löst gelegentlich Rätsel. Die Leistung des Spielers in jeder Mission erhält eine Bewertung, beginnend mit D, ansteigend zu C, B und A, mit einer zusätzlichen Bestnote von S. Die Noten basieren auf der Zeit, die zum Abschließen der Mission benötigt wird, sowie die Menge roter Kugeln die im Level gesammelt wurden. Mit den Kugeln kann der Spieler seine Waffen verbessern. Im Kampf können Kombinations-Angriffe ausgeführt werden.

## Rezeption
Das Spiel wurde von den Kritikern hoch gelobt. Game Informer sagte, das Spiel „lasse Resident Evil alt aussehen“. Das Spiel wurde jedoch auch kritisiert. Next Generation kritisierte den Schwierigkeitsgrad und fragte sich, ob es schwer gemacht wurde, um das Spiel zu verlängern. 2010 listete IGN das Spiel auf Platz 42 ihrer „Top 100 der PlayStation-2-Spiele“.